# Armando Maestre Pavajeau
Armando Maestre Pavajeau (Valledupar, Cesar, 11 de diciembre de 1934-Las Raíces, Cesar, 7 de octubre de 1995) fue un ingeniero agrónomo, piloto de aviación y político colombiano, alcalde de Valledupar, gobernador del departamento del Cesar y senador de la república en dos ocasiones.
Durante varios años fue gerente regional del Banco Ganadero en Valledupar. También perteneció a la Cooperativa Agropecuaria del Cesar (Coagrocesar).

## Familia
Fue hermano de Rodolfo Maestre Pavajeau y Hernán Maestre Pavajeau. Maestre Pavajeau estuvo casado con Gloria Cuello Dávila, hija del exparlamentario conservador Manuel Germán Cuello Gutiérrez, con quien tuvo cuatro hijos: Gloria Delfina, Adela María, María Clara y Armando Dario Maestre Cuello.
Su hija Adela María contrajo matrimonio con el exgobernador del Cesar y excongresista, Mauricio Pimiento. Luego fue nombrada por el presidente Juan Manuel Santos el 26 de febrero de 2015 como embajadora de Colombia ante Paraguay.
Su hijo Armando Darío fue nombrado por el alcalde Fredys Socarrás como gerente de Mercabastos.

## Trayectoria
Fue militante del Partido Liberal colombiano y conformó el Movimiento Mayorías Liberales, junto a Álvaro Araújo Noguera y José Guillermo Castro.

### Creación del departamento del Cesar
Siendo gerente regional seccional-Valledupar de la Federación Nacional de Comerciantes (Fenalco), Maestre Pavajeau fue junto a otros dirigentes de la región abogaron por la creación del departamento del Cesar, la cual se consolidó el 21 de diciembre de 1967, con 12 municipios.

### Alcalde de Valledupar (1979-1981)
Entre abril de 1979 y mayo de 1981, Maestre Pavajeu fue nombrado alcalde municipal de Valledupar.

### Gobernador del Cesar (1990)
Maestre Pavajeau fue nombrado gobernador del Cesar entre el 9 de febrero y el 3 de septiembre de 1990.

## Secuestro
El 20 de junio de 1993, guerrilleros del frente 6 de diciembre del ELN secuestraron al exgobernador Maestre Pavajeau en inmediaciones del sitio conocido como El Callao, en el departamento del Cesar. Maestre iba en su vehículo acompañado de su esposa Gloria Cuello y dos escoltas, cuando fueron parados y abordados por seis guerrilleros. Los guerrilleros se lo llevaron secuestrado en su carro y abandonaron a su esposa en la carretera junto a los dos escoltas.
Los guerrilleros lo internaron en la Sierra Nevada de Santa Marta, en límites entre los departamentos del Cesar y Villanueva, La Guajira. El carro tipo campero Tropper blanco de placas BAM 760 en el que plagiaron a Maestre Pavajeau fue abandonado en Villanueva.
A raíz del secuestro, el fiscal Armando Araújo Baute decidió aplicarle la Ley 40 de 1993 o 'Ley Antisecuestro' a la familia de Maestre Pavajeau para evitar que le pagaran cualquier extorsión que pidiera a la guerrilla.

## Muerte
El 7 de octubre de 1995, el exgobernador del departamento del Cesar, Armando Maestre Pavajeau fue asesinado por guerrilleros del Ejército de Liberación Nacional en inmediaciones del corregimiento, en el sitio conocido como Puente Arroyo.
El crimen fue fuertemente rechazado por la sociedad civil de Valledupar, el alcalde de Valledupar Elías Ochoa Daza y el gobernador del Cesar, Mauricio Pimiento, mientras que el presidente Ernesto Samper envió a su ministro de agricultura, Gustavo Castro Guerrero. 
El cuerpo de Maestre Pavajeau fue velado en cámara ardiente en el edificio de la Gobernación del Cesar y luego se realizó una misa religiosa en la Iglesia de la Concepción. Fue enterrado en el cementerio central de Valledupar.
Tras su muerte, su Hacienda El Sinaí fue comprada por Pedro Pumarejo Vega, el secretario general del Congreso de la República.

## Honores
El estadio de fútbol de Valledupar fue bautizado en su honor.

## Folclor vallenato
Maestre Pavajeau fue un fuerte impulsor del folclor de la música vallenata. Fue partícipe de innumerables parrandas junto a juglares de la música vallenata, a quienes les sirvió de fuente de inspiración para numerosas canciones. Muchos de estos amigos fueron José Tobías Gutiérrez, Darío Pavajeau Molina, el acordeonero Colacho Mendoza, Roberto Pavajeau Molina, Hugues Martínez, Raúl Moncaleano y “El Quinqui” Efraín Molina, entre otros.
En varias ocasiones fue jurado en las competencias del Festival de la Leyenda Vallenata.